# Kupittaa
Kupittaa (suédois : Kuppis) est un quartier de Turku en Finlande.

## Description
Il est situé dans la partie orientale du centre-ville autour du parc de Kupittaa.
C'est une zone de loisirs et d’entreprises.

## Galerie

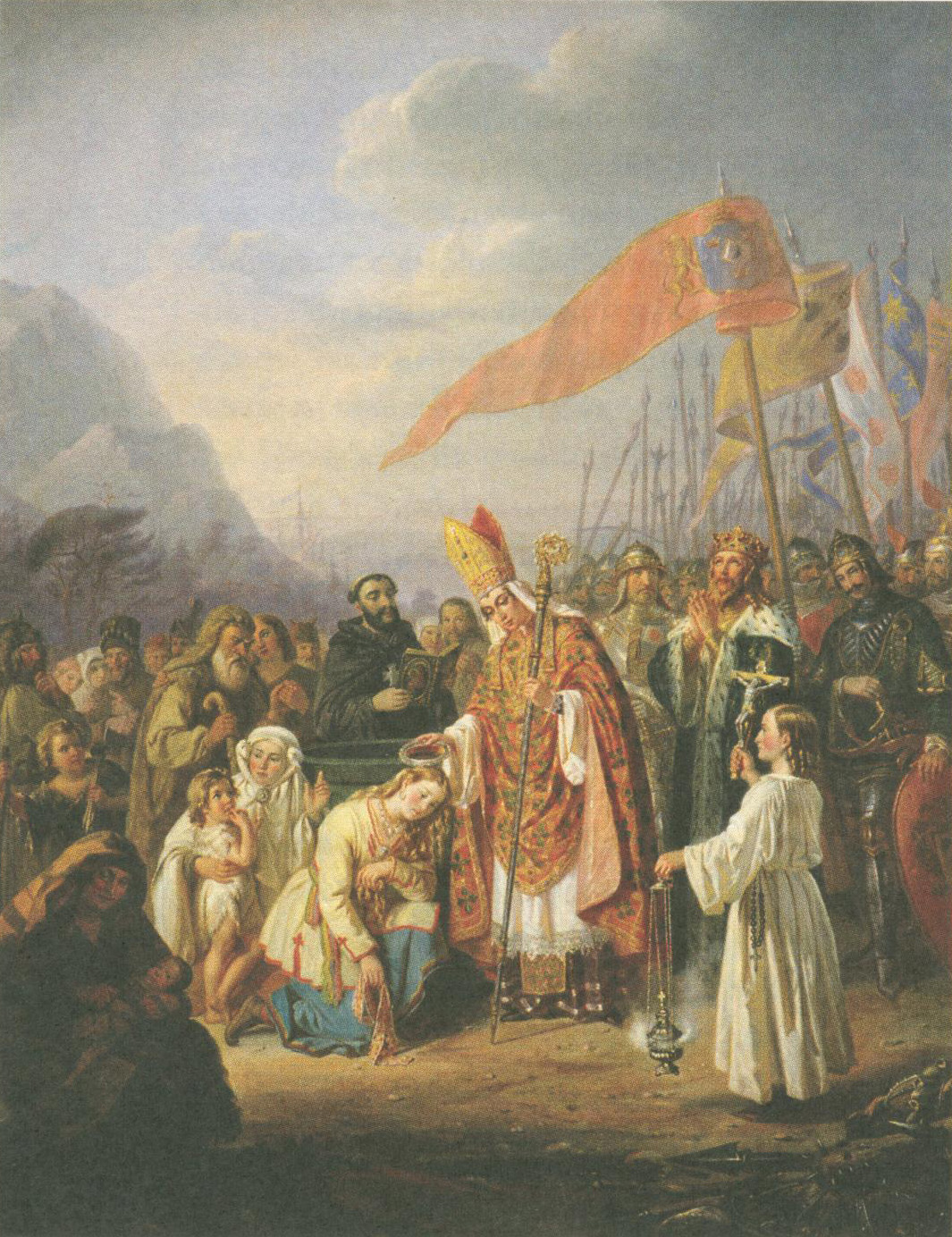
Le baptême des premiers chrétiens à la source de Kupittaa peint par Robert Wilhelm Ekman.
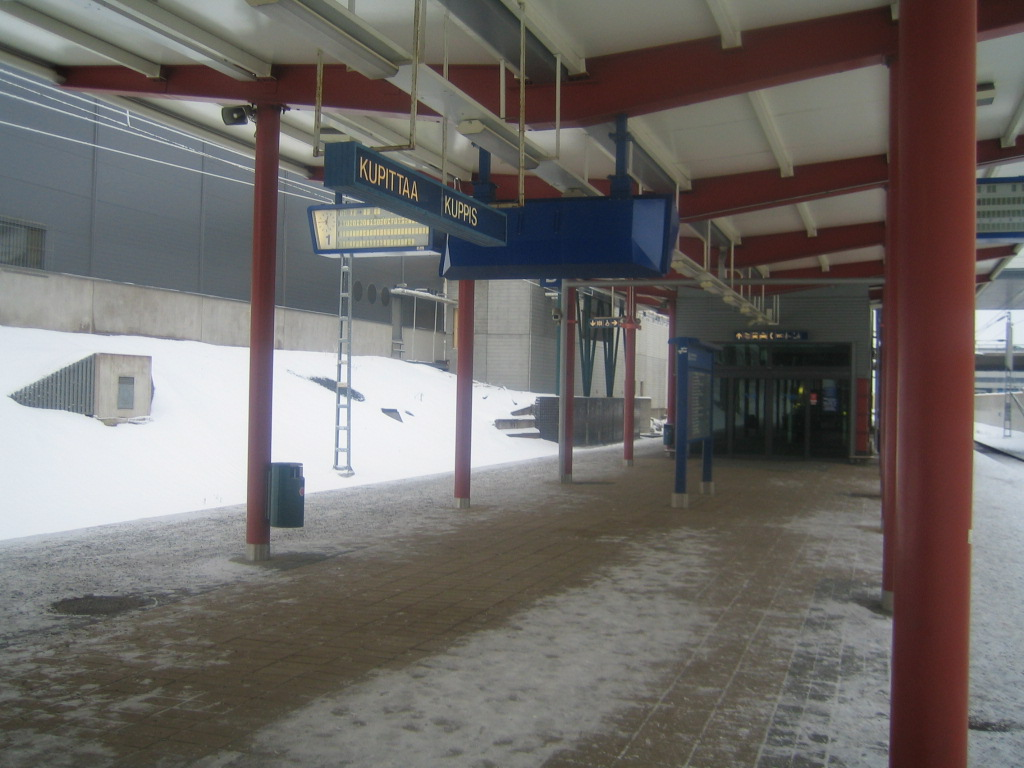
La gare ferroviaire de Kupittaa.
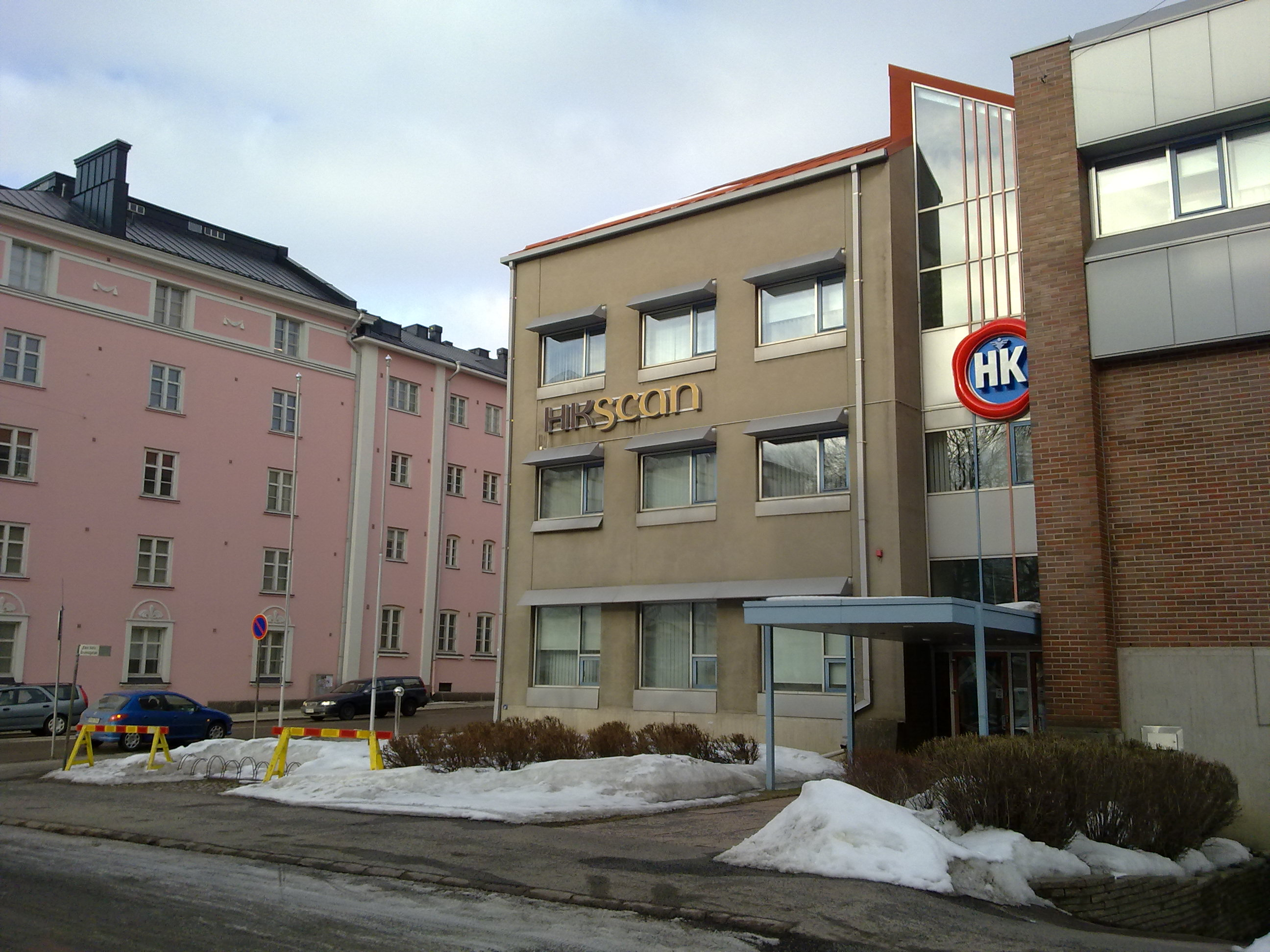
Le siège de HKScan.
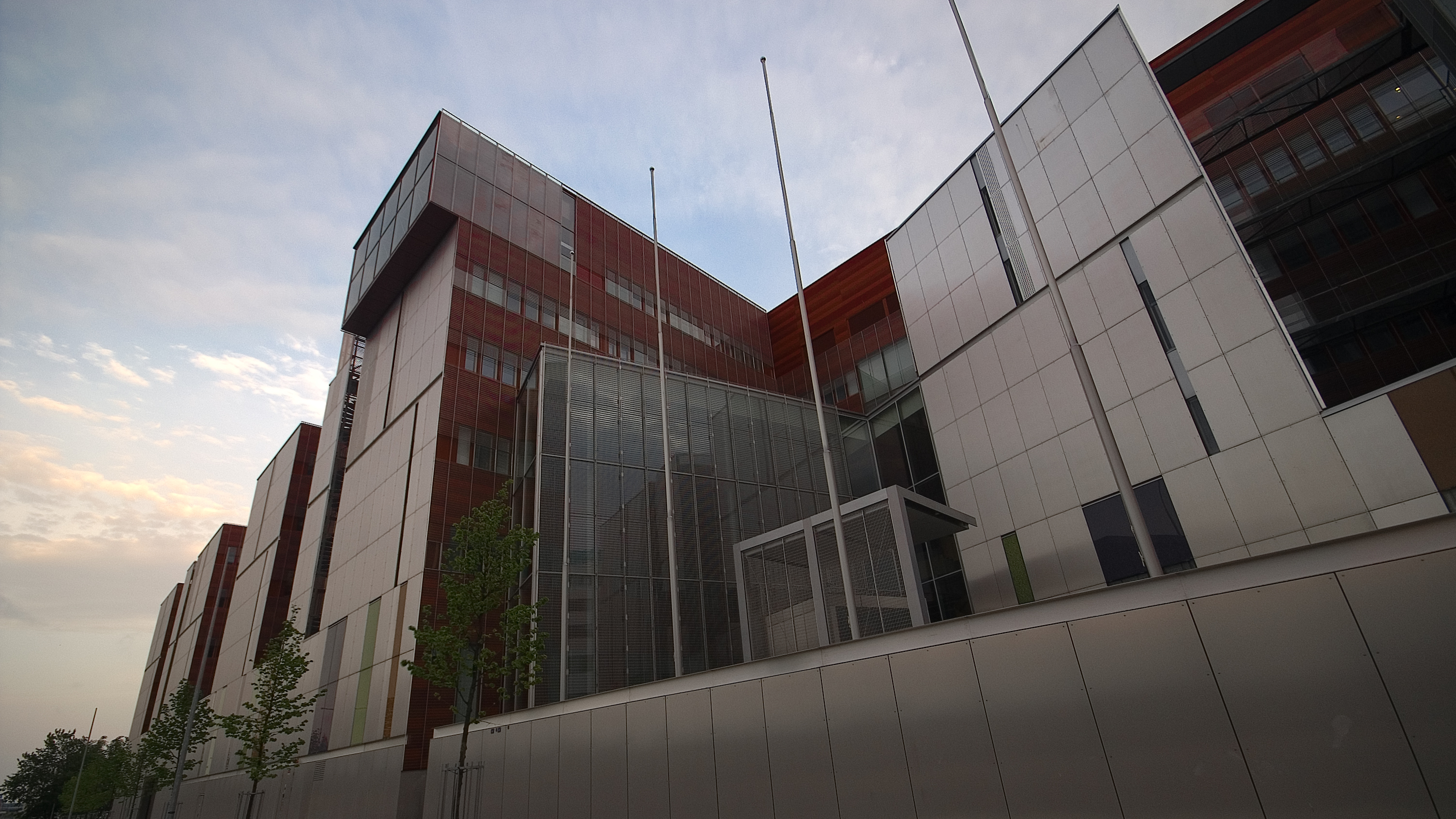
L'immeuble ICT-talo.
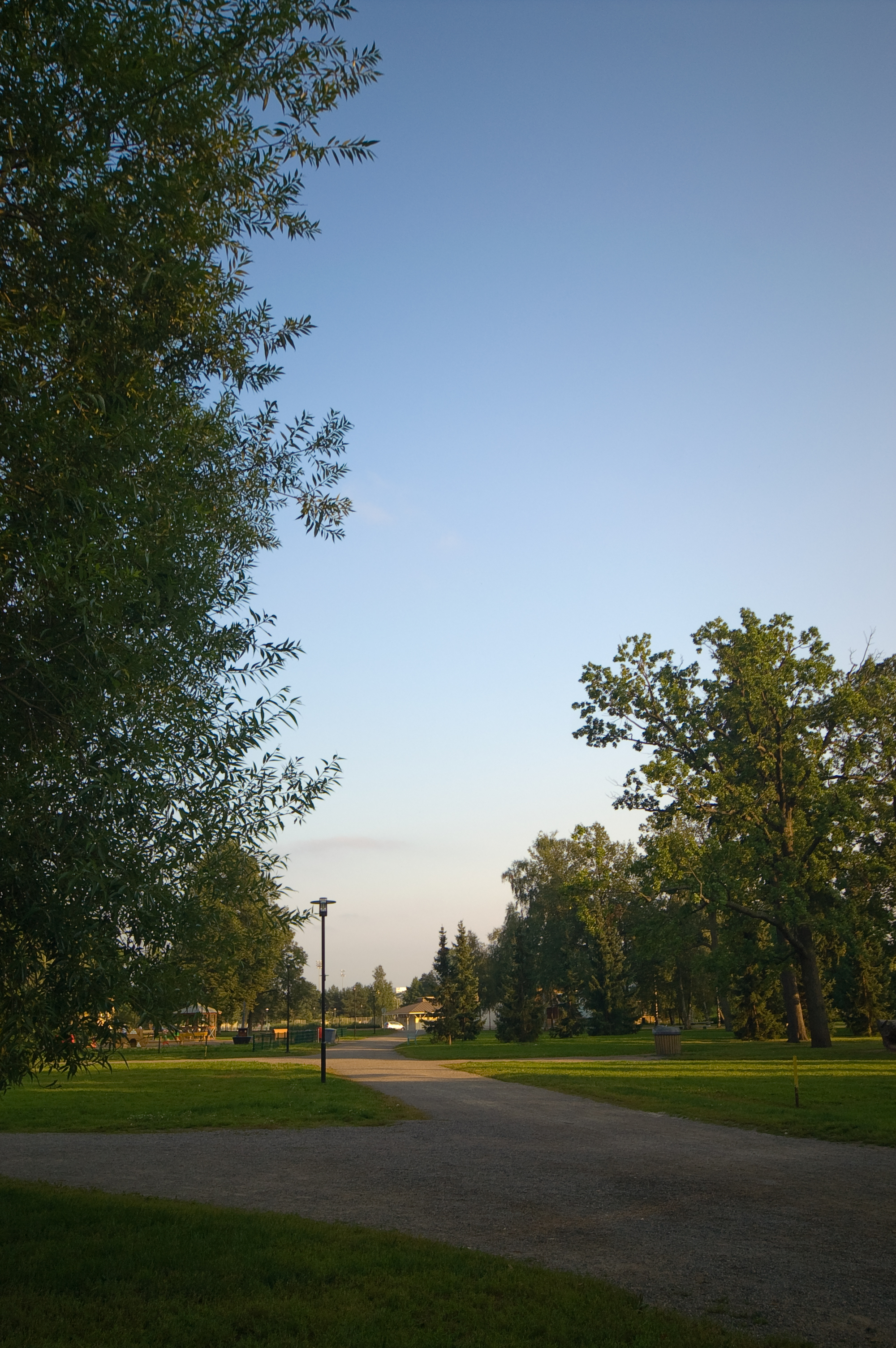
Le parc de Kupittaa.
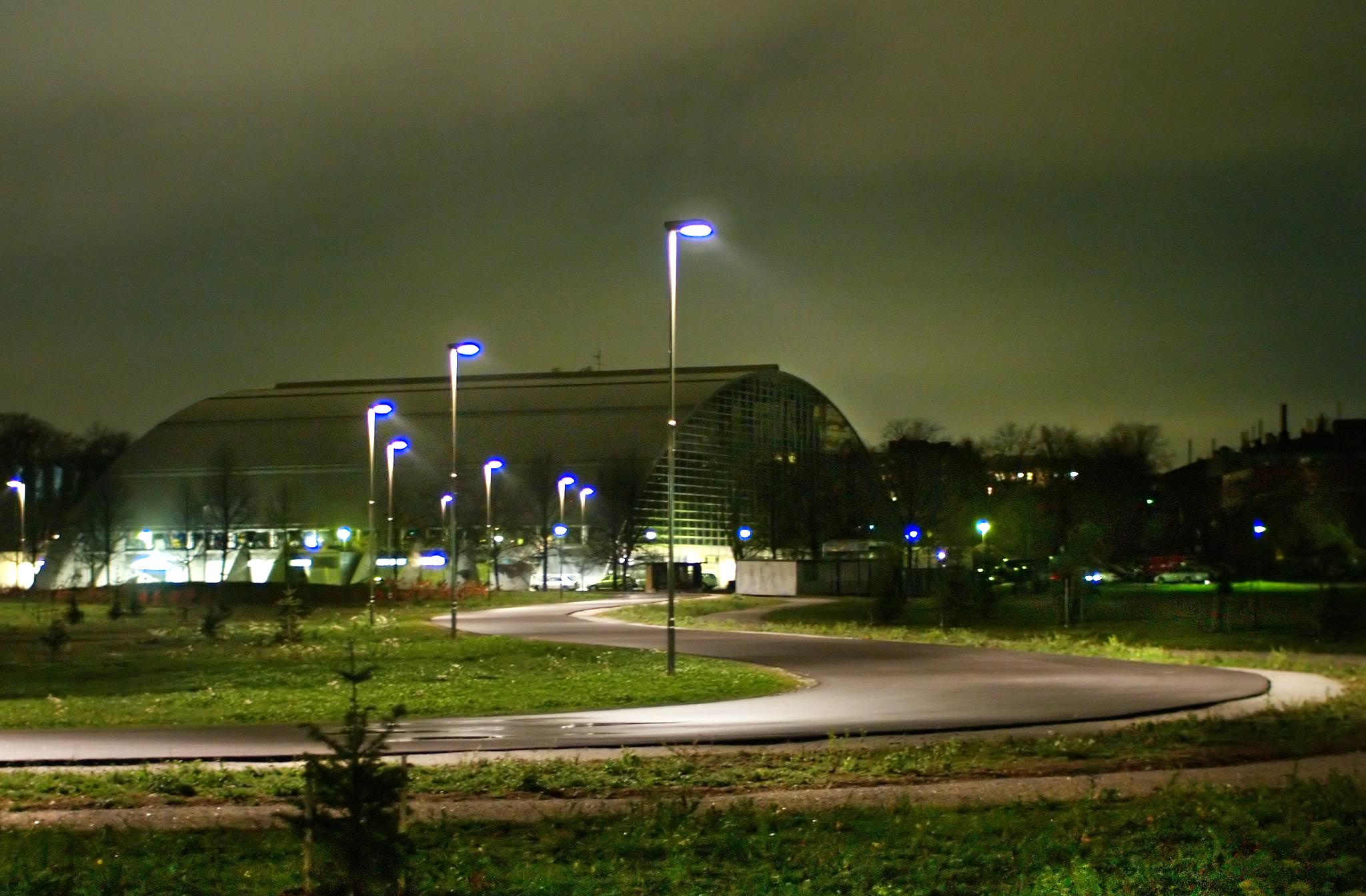
Le hall sportif de Kupittaa et une piste de rollers.